# Badusa palawanensis
Badusa palawanensis är en måreväxtart som beskrevs av Colin Ernest Ridsdale. Badusa palawanensis ingår i släktet Badusa och familjen måreväxter. Inga underarter finns listade i Catalogue of Life.